# انگلیسی معیار

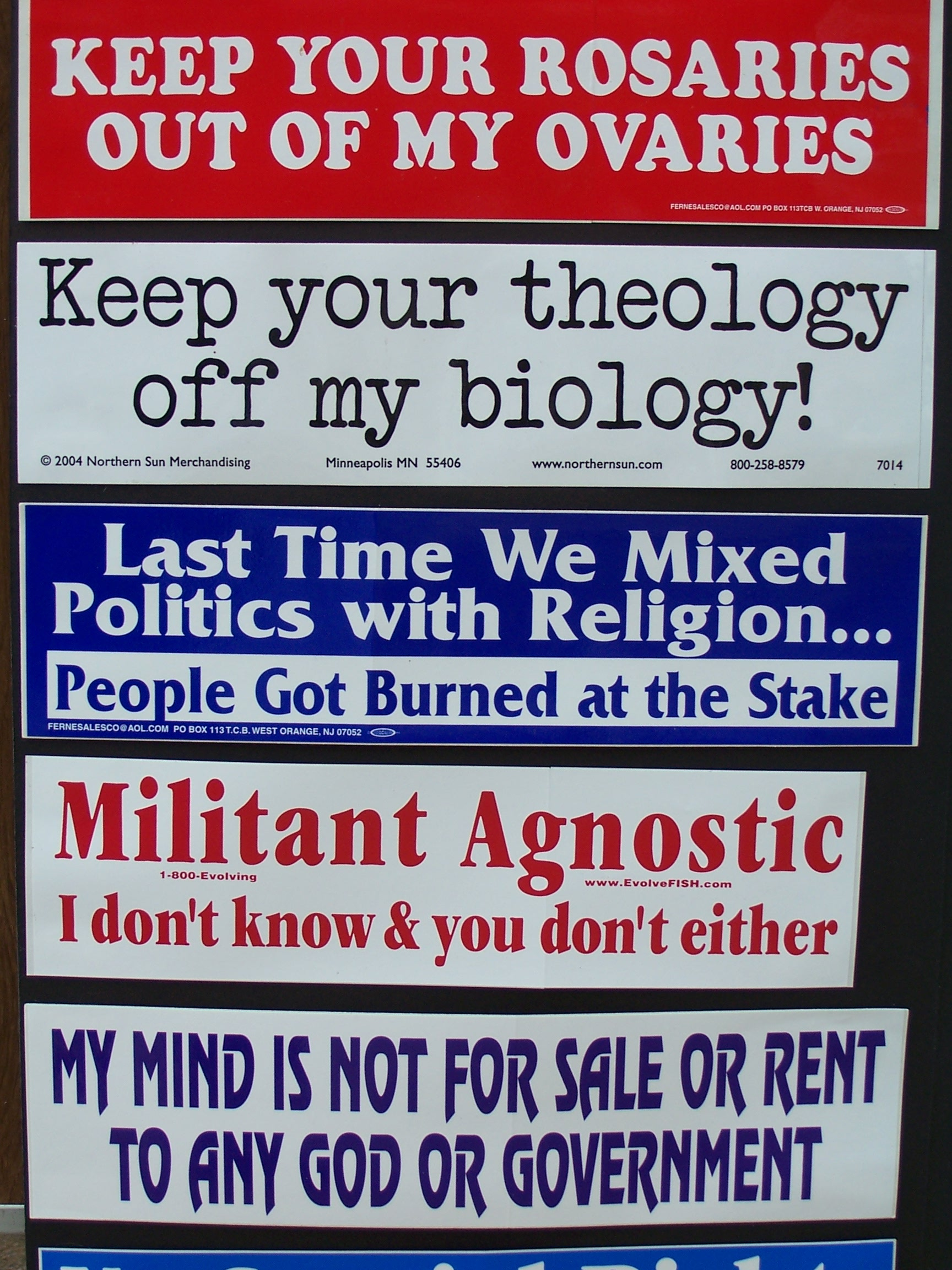
نوشته‌هایی با انگلیسی معیار

انگلیسی معیار (به انگلیسی: Standard English) در اختصار (SE) هر شکل از زبان انگلیسی است که به عنوان یک استاندارد ملی در کشور انگلیسی زبان موردنظر پذیرفته شده است.

در جزایر بریتانیا، به ویژه در انگلستان و ولز، اغلب با آن لهجه «انگلیسی فصیح» (انواع مختلف لهجه وجود دارد) و UKSE (انگلیسی استاندارد انگلستان) گفته می‌شود، که به گرامر و واژگان اشاره دارد. انگلیسی استاندارد در اسکاتلند، انگلیسی استاندارد اسکاتلند است. در ایالات متحده عموماً با آمریکایی عمومی و نیز در استرالیا با استرالیائی عمومی شناخته می‌شود.